# Tartronate semialdéhyde réductase
La tartronate semialdéhyde réductase est une oxydoréductase qui catalyse les réactions :
D-glycérate + NAD+  {\displaystyle \rightleftharpoons }  tartronate semialdéhyde + NADH + H+ ;
D-glycérate + NADP+  {\displaystyle \rightleftharpoons }  tartronate semialdéhyde + NADPH + H+.
Cette enzyme intervient notamment dans le métabolisme du glyoxylate et des dicarboxylates.